# Уиннешик (округ)
Уи́ннешик (англ. Winneshiek County) — округ в США, штате Айова. На 2000 год численность населения составляла 21 310 человек. По оценке бюро переписи населения США в 2009 году население округа составляло 20 629 человек. Окружным центром является город Декора.

## История
Округ Уиннешик был сформирован в 20 февраля 1847 года.

## География
Согласно данным Бюро переписи населения США площадь округа Уиннешик составляет 1786 км².

### Основные шоссе
- Шоссе 52
- Автострада 9
- Автострада 24
- Автострада 139
- Автострада 150

### Соседние округа
- Филмор, Миннесота (северо-запад)
- Хьюстон, Миннесота (северо-восток)
- Алламаки (восток)
- Фейетт (юг)
- Чикасо (юго-запад)
- Хауард (запад)
- Клейтон (юго-восток)

## Демография
По данным переписи населения 2000 года в округе проживало 21 310 жителей. Среди них 19,8 % составляли дети до 18 лет, 17,2 % люди возрастом более 65 лет. 50,4 % населения составляли женщины.
Национальный состав был следующим: 97,9 % белых, 0,6 % афроамериканцев, 0,1 % представителей коренных народов, 0,9 % азиатов, 1,2 % латиноамериканцев. 0,6 % населения являлись представителями двух или более рас.
Средний доход на душу населения в округе составлял $17047. 10,6 % населения имело доход ниже прожиточного минимума. Средний доход на домохозяйство составлял $48826.
Также 84,1 % взрослого населения имело законченное среднее образование, а 20,5 % имело высшее образование.